# Mehkodlaki pšenični terier
Mehkodlaki pšenični terier (izvirno angleško Irish soft coated wheaten terrier) je najstarejša irska terierska pasma psov.

## Izvor
Izvira iz južne grofije Munstra v jugozahodni Irski. Prvotno so jo tamkajšnji kmetje uporabljali za lov, bili pa so tudi čuvaji in varuhi živine. Danes so predvsem hišni ljubljenčki in prijetni spremljevalci. 

## Značilnosti pasme
Glavna značilnost pasme je dlaka, ki pa mora biti svilena in ne puhasta ali bombažna. Vzreditelji skušajo v pasmi ohraniti originalno »irsko« linijo, ki se zelo razlikuje od »ameriške« predvsem v kakovosti dlake. »Ameriški tip« ima dlako izredno puhasto oziroma volneno, ki je tudi bolj zahtevna za nego. Take tipe vzrejajo predvsem na Hrvaškem, Madžarskem in Italiji, »irski tip« pa prevladuje na Nizozemskem, v Avstiji in na Češkem.
Mladiči se skotijo s precej temno in priležno dlako, ki se pa v treh do štirih mesecih posvetli. Pravo barvo in končno kvaliteto dlake doseže pes okrog drugega ali tretjega leta. Barva je lahko v vseh odtenkih pšenične, marelične, od rdečkaste do bolj svetle, skoraj bele. Mehkodlaki pšenični terierji ne menjujejo dlako enkrat na mesec, zato je pasmo potrebno stiči. Primeren je tudi za ljudi, ki imajo težave z astmo ali alergijami. Dovoj je temeljito razčesavanje enkrat tedensko. Podlanke nima. 

## Narava
Mehodlaki pšenični terierji niso ostri, niti agresivni psi, čeprav spadajo med terierje, vedo pa kaj hočejo in to tudi dosežejo. So precej dinamični psi. Zanje bi lahko rekli, da so najbolj »mehki« in neagresivni od večine terierjev. So zelo dojemljivi za učenje in se zelo radi in hitro učijo. Šolati jih moramo z razumevanjem, vsakakor pa ne s prisilo. Dobro je, da med šolanjem uporabljamo kliker. Primerni so tudi za agility. So tudi dobri čuvaji.
Po značaju so zelo prijazni do otrok oz. vseh ljudi. So zelo igrivi in imajo kot vsi terierji zelo veliko energije. Prav tako so tudi  radovedni in prevohajo in pretaknejo vsak kotiček. Niso boječi, niti uničevalni. 
Zelo radi imajo sprehode, na katerih lahko prosto tekajo in tako porabijo vso odvečno energijo. Na sprehodih se ne oddaljujejo od lastnika. Potrebujejo veliko fizične aktivnosti. 
S psi se razumejo dobro, prav tako tudi z mačkami, če so nanje navajeni od malega. Dobro je da so socializirani in s psi seznanjeni že od malega.
Primerni lastniki so vsi ljudje, ki imajo dovolj časa da se s psom ukvarjajo, prav tako so to lahko tudi otroci.
Psi so občutljivi na vnetje ušes, pogosto imajo težave z alergijami. Radi tekajo po celinskih vodah (jezera, ribniki, reke, luže), ne marajo pa morske vode. Ne radi plavajo. Dobro se počutijo pri nizkih temperaturah. Ne marajo poletja in močne sončne svetlobe.